# Рубльова Дар'я Андріївна
Дар'я Андріївна Рубльова (нар. 22 лютого 2000) — українська лижниця, учасниця зимових Олімпійських ігор 2022 року.

## Біографія
У 2017 році почала міжнародні виступи за національну збірну України. Вона виступила на юнацькому Олімпійському фестивалі у місті Ерзурум, де її найкращим результатом стало 27-ме місце у гонці вільним стилем на 7,5 км.
У 2020 році виступила на чемпіонаті світу серед юніорів, який відбувся в німецькому місті Обервізенталь (найкращий результат — 62-ге місце в класичній гонці). Наступного року виступила на чемпіонаті світу серед молоді (найкращий результат — 51-ше місце в гонці вільним стилем).
Після того як деякі країни відмовилися від ліцензій на зимові Олімпійські ігри 2022 року, Рубльова отримала ліцензію на ці змагання.

## Олімпійські ігри
| Рік  | Місто        | Класика | Скіатлон | Вільний стиль | Спринт | Командний спринт | Естафета |
| ---- | ------------ | ------- | -------- | ------------- | ------ | ---------------- | -------- |
| 2022 | Пекін, Китай | —       | LAP      | —             | —      | —                | 18       |

- LAP — відстала на коло